# تایپاق
تایپاق (به قزاقی: Taipak) (تا ۱۹۹۶ Калмыково کالمیکوو) یک منطقهٔ مسکونی در قزاقستان است که در شهرستان اکزایک واقع شده‌است. تایپاق ۴٬۶۹۲ نفر جمعیت دارد.